# Teorema de tres distàncies
En matemàtiques, el teorema de tres distàncies o conjectura de Steinhaus estableix que, si s'emplacen {\displaystyle n} punts en una circumferència amb angles {\displaystyle \theta ,2\theta ,3\theta ,...n\theta } des del mateix punt de partida, aleshores els segments de circumferència entre els punts obtinguts només tindran com a màxim tres mides diferents, per a qualsevol {\displaystyle \theta } i per a qualsevol {\displaystyle n}.
El teorema es pot il·lustrar per una persona donant voltes sobre un mateix cercle fent pases sempre idèntiques. Independentment del llarg de cada pasa (sempre idèntic) i del nombre de pases fetes, el segments de circumferència que s'obtindran en tallar-la en cada punt en el qual hagi caigut una pasa, només tindran com a màxim tres mides diferents.
El teorema va ser inicialment conjecturat per Hugo Steinhaus i, a continuació, va ser demostrat, simultània i independentment, per Vera Sós i Stanisław Świerczkowski a mitjans dels anys 1950's.